# Matèria fosca calenta
La matèria fosca calenta és un tipus de matèria fosca que estaria constituïda per partícules que viatgen a velocitat relativista.
El candidat més probable per a la matèria fosca calenta és el neutrí.Els neutrins tenen una massa insignificant, no tenen càrrega elèctrica i, per tant, pràcticament no interaccionen amb la matèria, la qual cosa els converteix en increïblement difícil de detectar. Aquestes mateixes característiques, és també el que els converteix en bons candidats per ser la matèria fosca calenta.
La matèria fosca calenta, no obstant això, no pot explicar com es van formar les galàxies individuals a partir del big-bang. El fons de radiació de microones, tal com ha estat mesurat pel satèl·lit COBE és uniforme i no pot explicar-se com les partícules de moviment ràpid s'agregarien des d'aquest estat inicial. Per explicar l'estructura de l'univers, es fa necessària la matèria fosca freda. La matèria fosca calenta és, en l'actualitat, discutida com una part de la teoria mixta de la matèria fosca.